# Joseph Duffy
Joseph Duffy (Donegal, 18 de fevereiro de 1988) é um lutador irlandês de MMA e é um dos quatro lutadores a derrotar o ex-campeão da categoria Peso Leve e Peso Pena do UFC, Conor McGregor. Atualmente compete no Peso Leve do Ultimate Fighting Championship.

## Carreira no MMA
Duffy começou sua carreira no MMA em 2008, finalizando Conor McGregor e Norman Parke em sequência. Após sofrer sua primeira derrota, para Ivan Musardo em 2011, o lutador decidiu deixar o MMA e passou a se dedicar ao boxe. "Irish Joe", como é conhecido, voltou ao MMA apenas em 2014, e venceu as duas lutas que fez no Cage Warriors, contra Damien Lapilus e Julien Boussuge. Em entrevista à "MMA Junkie Radio", o irlandês revelou que o sucesso de McGregor e Parke o fez repensar uma volta ao octógono.
- Vendo o sucesso de dois caras de quem eu havia ganhado eu acabei ficando com uma pulga atrás da orelha: "E se eu tivesse continuado a lutar MMA?". Por isso, posso dizer que grande parte do meu retorno se deu por conta disso.

### Ultimate Fighting Championship
Com o status de "último homem que venceu Conor McGregor", o UFC contratou Joseph Duffy no início de 2015. Duffy faria a sua estréia contra Vagner Rocha, mas por uma contusão do brasileiro acabou enfrentando Jake Lindsey e o venceu por nocaute técnico a 1min47s do primeiro round.
A segunda luta de Duffy no UFC foi contra Ivan Jorge em 18 de Julho de 2015 no UFC Fight Night 72. Ele venceu por finalização ainda no primeiro round e faturou o prêmio de Performance da Noite.
Duffy era esperado para enfrentar Dustin Poirier na luta principal do UFC Fight Night: Poirier vs. Duffy em 24 de Outubro de 2015. No entanto, Duffy se lesionou dias antes do evento e teve que se retirar da luta.
A luta entre Duffy e Poirier foi remarcada para acontecer em 2 de Janeiro de 2016 no UFC 195. Duffy perdeu por decisão unânime.
Duffy encarou Mitch Clarke no dia 7 de Julho de 2016 no UFC Fight Night: dos Anjos vs. Alvarez. Duffy finalizou com um mata-leão em apenas 25 segundos de luta.
Duffy enfrentou Reza Madadi em 18 de Março de 2017 no UFC Fight Night: Manuwa vs. Anderson. Ele venceu por decisão unânime.
Ele enfrentou James Vick em 4 de Novembro de 2017 no UFC 217: Bisping vs. St. Pierre. Duffy perdeu por decisão unânime.
Duffy enfrentou Marc Diakiese em 16 de Março de 2019 no UFC Fight Night: Till vs. Masvidal. Ele perdeu por decisão unânime.

## Cartel no MMA
| Cartel no MMA   |             |            |
| 21 lutas        | 16 vitórias | 5 derrotas |
| Por nocaute     | 4           | 1          |
| Por finalização | 10          | 2          |
| Por decisão     | 2           | 2          |

| Res.    | Cartel | Oponente          | Método                                            | Evento                                      | Data       | Round | Tempo | Local                    | Notas                            |
| ------- | ------ | ----------------- | ------------------------------------------------- | ------------------------------------------- | ---------- | ----- | ----- | ------------------------ | -------------------------------- |
| Derrota | 16-5   | Joel Álvarez      | Finalização (guilhotina)                          | UFC Fight Night: Figueiredo vs. Benavidez 2 | 18/07/2020 | 1     | 2:25  | Abu Dhabi                |                                  |
| Derrota | 16-4   | Marc Diakiese     | Decisão (unânime)                                 | UFC Fight Night: Till vs. Masvidal          | 16/03/2019 | 3     | 5:00  | London                   |                                  |
| Derrota | 16-3   | James Vick        | Nocaute Técnico (socos)                           | UFC 217: Bisping vs. St.Pierre              | 04/11/2017 | 2     | 4:59  | Nova Iorque, Nova Iorque |                                  |
| Vitória | 16-2   | Reza Madadi       | Decisão (unânime)                                 | UFC Fight Night: Manuwa vs. Anderson        | 18/03/2017 | 3     | 5:00  | Londres                  |                                  |
| Vitória | 15-2   | Mitch Clarke      | Finalização (mata leão)                           | UFC Fight Night: dos Anjos vs. Alvarez      | 07/07/2016 | 1     | 0:27  | Las Vegas, Nevada        |                                  |
| Derrota | 14-2   | Dustin Poirier    | Decisão (unânime)                                 | UFC 195: Lawler vs. Condit                  | 02/01/2016 | 3     | 5:00  | Las Vegas, Nevada        |                                  |
| Vitória | 14-1   | Ivan Jorge        | Finalização (triângulo)                           | UFC Fight Night: Bisping vs. Leites         | 18/07/2015 | 1     | 3:05  | Glasgow                  | Performance da Noite.            |
| Vitória | 13-1   | Jake Lindsey      | Nocaute Técnico (chute na cabeça e soco no corpo) | UFC 185: Pettis vs. dos Anjos               | 14/03/2015 | 1     | 1:47  | Dallas, Texas            | Estréia no UFC.                  |
| Vitória | 12-1   | Julien Boussuge   | Nocaute (soco)                                    | CWFC 74                                     | 15/11/2014 | 1     | 0:36  | Londres                  |                                  |
| Vitória | 11-1   | Damien Lapilus    | Finalização (mata leão)                           | CWFC 70                                     | 16/08/2014 | 3     | 2:18  | Dublin                   |                                  |
| Derrota | 10-1   | Ivan Musardo      | Finalização (guilhotina)                          | CWFC 44                                     | 01/10/2011 | 4     | 4:25  | Kentish Town             | Pelo Cinturão Peso Leve do CWFC. |
| Vitória | 10-0   | Francis Heagney   | Decisão (unânime)                                 | CWFC 43                                     | 09/07/2011 | 3     | 5:00  | Kentish Town             |                                  |
| Vitória | 9-0    | Oriol Gaset       | Nocaute Técnico (socos)                           | CWFC 42                                     | 28/05/2011 | 1     | 2:46  | Cork City                |                                  |
| Vitória | 8-0    | Tom Maguire       | Finalização (triângulo)                           | CWFC 40                                     | 26/02/2011 | 1     | 4:47  | Kentish Town             |                                  |
| Vitória | 7-0    | Conor McGregor    | Finalização (triângulo de mão)                    | CWFC 39                                     | 27/11/2010 | 1     | 0:38  | Cork City                |                                  |
| Vitória | 6-0    | Norman Parke      | Finalização (mata leão)                           | Spartan Fight Challenge 3                   | 20/03/2010 | 1     | 3:06  | Newport                  | Estréia no Peso Leve.            |
| Vitória | 5-0    | Sebastien Grandin | Finalização (triângulo)                           | KnuckleUp MMA 3                             | 01/11/2009 | 1     | 1:36  | Newport                  |                                  |
| Vitória | 4-0    | Marius Buzinskas  | Finalização (mata leão)                           | Spartan Fight Challenge 1                   | 11/07/2009 | 1     | N/A   | Somerset                 |                                  |
| Vitória | 3-0    | James Bryan       | Finalização (mata leão)                           | KnuckleUp MMA 1                             | 29/03/2009 | 1     | 1:55  | Somerset                 |                                  |
| Vitória | 2-0    | Ciaran Fry        | Finalização (triângulo)                           | Angrrr Management 18 - Holly Brawl          | 13/12/2008 | 1     | 1:24  | Weston-super-Mare        |                                  |
| Vitória | 1-0    | Mick Broster      | Nocaute Técnico (interrupção médica)              | Angrrr Management 15 - The Octagon Club     | 29/03/2008 | 1     | 2:33  | Kidderminster            |                                  |